# Contea di Victoria Plains
La contea di Victoria Plains è una delle 43 local government areas che si trovano nella regione di Wheatbelt, in Australia Occidentale. Essa si estende su di una superficie di circa 2.569 chilometri quadrati ed ha una popolazione di 903 abitanti.